# Italie au Concours Eurovision de la chanson junior
L'Italie participe au Concours Eurovision de la chanson junior depuis 2014.

## Participation
La première participation italienne est annoncée le 8 octobre 2014 par le radiodiffuseur public italien Rai qui est membre de l'Union européenne de radio-télévision. C'est sa chaîne jeunesse Rai Gulp qui organise la participation du pays à ce concours,. Sa première participation a d'ailleurs débouché sur la seule victoire du pays avec Vincenzo Cantiello (il était le seul garçon présent au concours jusqu'en 2024) il a obtenu 159 points. Le pays à gagner que une seule fois le concours en 2014, mais n'a pas organiser un seul concours.

## Représentants
| Édition | Année | Artiste                   | Titre                         | Langue           | Traduction du titre      | Place            | Points           |
| ------- | ----- | ------------------------- | ----------------------------- | ---------------- | ------------------------ | ---------------- | ---------------- |
| 12e     | 2014  | Vincenzo Cantiello        | Tu primo grande amore         | Italien, anglais | Toi, premier grand amour | 01               | 159              |
| 13e     | 2015  | Chiara & Martina Scarpari | Viva                          | Italien          | Vive                     | 16               | 34               |
| 14e     | 2016  | Fiamma Boccia             | Cara Mamma (Dear Mom)         | Italien, anglais | Chère Maman              | 03               | 209              |
| 15e     | 2017  | Maria Iside Fiore         | Scelgo (My Choice)            | Italien, anglais | Mon choix                | 11               | 86               |
| 16e     | 2018  | Melissa & Marco           | What is love                  | Italien, anglais | Qu'est-ce que l'amour    | 07               | 151              |
| 17e     | 2019  | Marta Viola               | La voce della terra           | Italien, anglais | La voix de la Terre      | 07               | 129              |
| 18e     | 2020  | Retrait en 2020.          | Retrait en 2020.              | Retrait en 2020. | Retrait en 2020.         | Retrait en 2020. | Retrait en 2020. |
| 19e     | 2021  | Elisabetta Lizza          | Specchio (Mirror on the wall) | Italien, anglais | Miroir (sur le mur)      | 10               | 107              |
| 20e     | 2022  | Chanel Dilecta            | BLA BLA BLA                   | Italien, anglais | -                        | 11               | 95               |
| 21e     | 2023  | Melissa & Ranya           | Un Mondo Giusto               | Italien, anglais | Un monde juste           | 11               | 81               |
| 22e     | 2024  | Simone Grande             | Pigiama Party                 | Italien, anglais | Soirée pyjama            | 09               | 98               |
| 23e     | 2025  |                           |                               |                  |                          |                  |                  |

- Première place
- Deuxième place
- Troisième place
- Dernière place

## Galerie

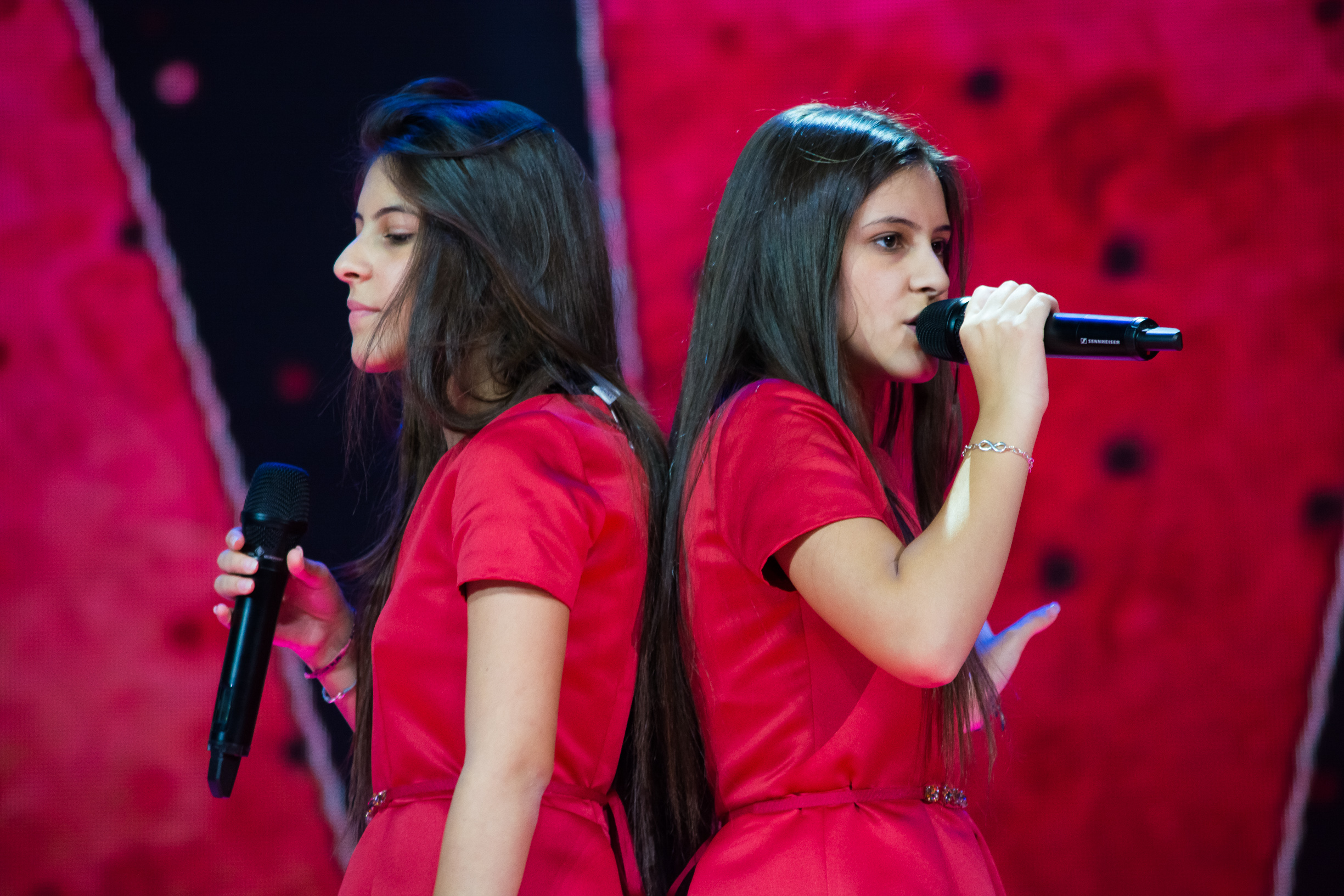
Chiara & Martina Scarpari à Sofia (2015).
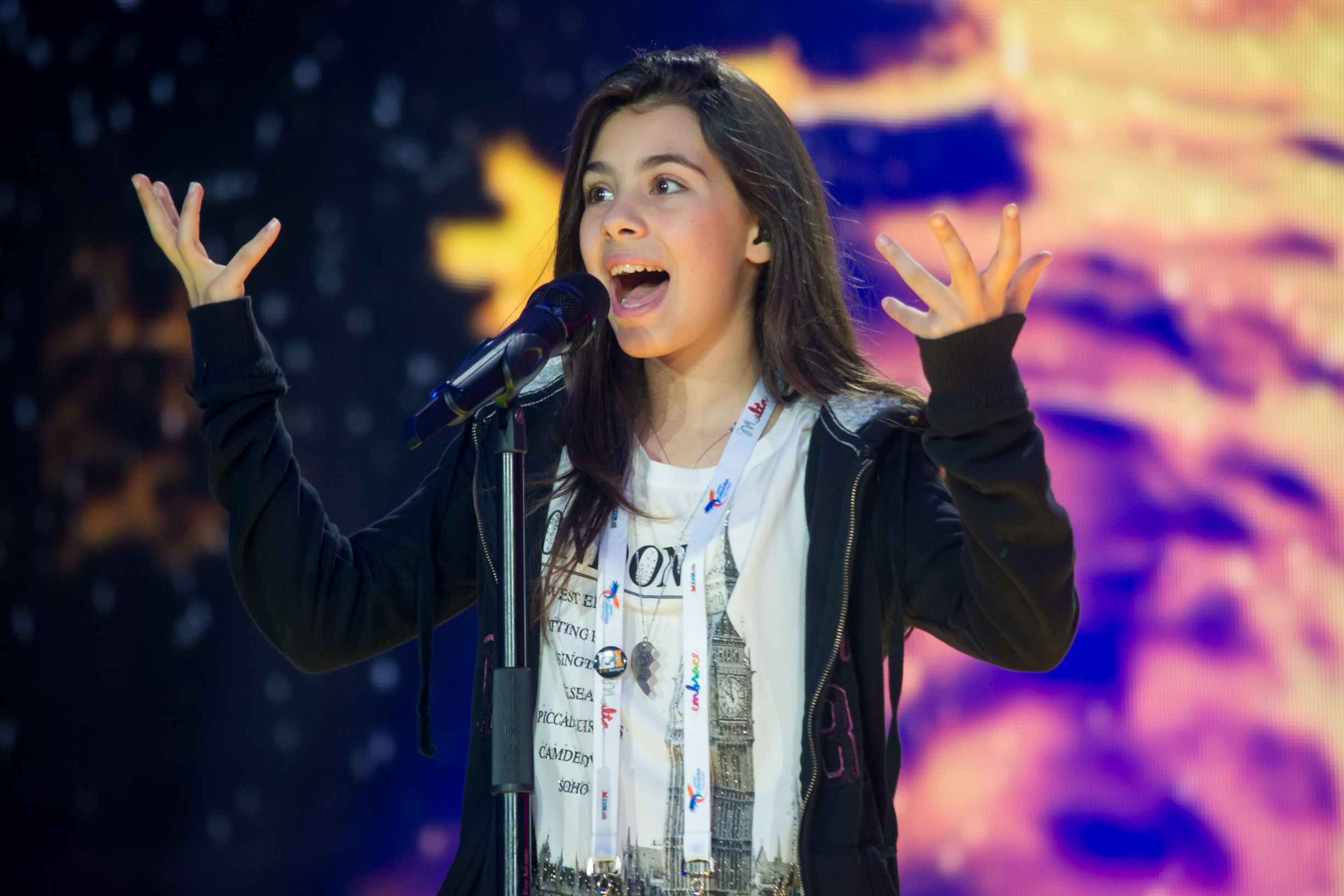
Fiamma Boccia à La Valette (2016).
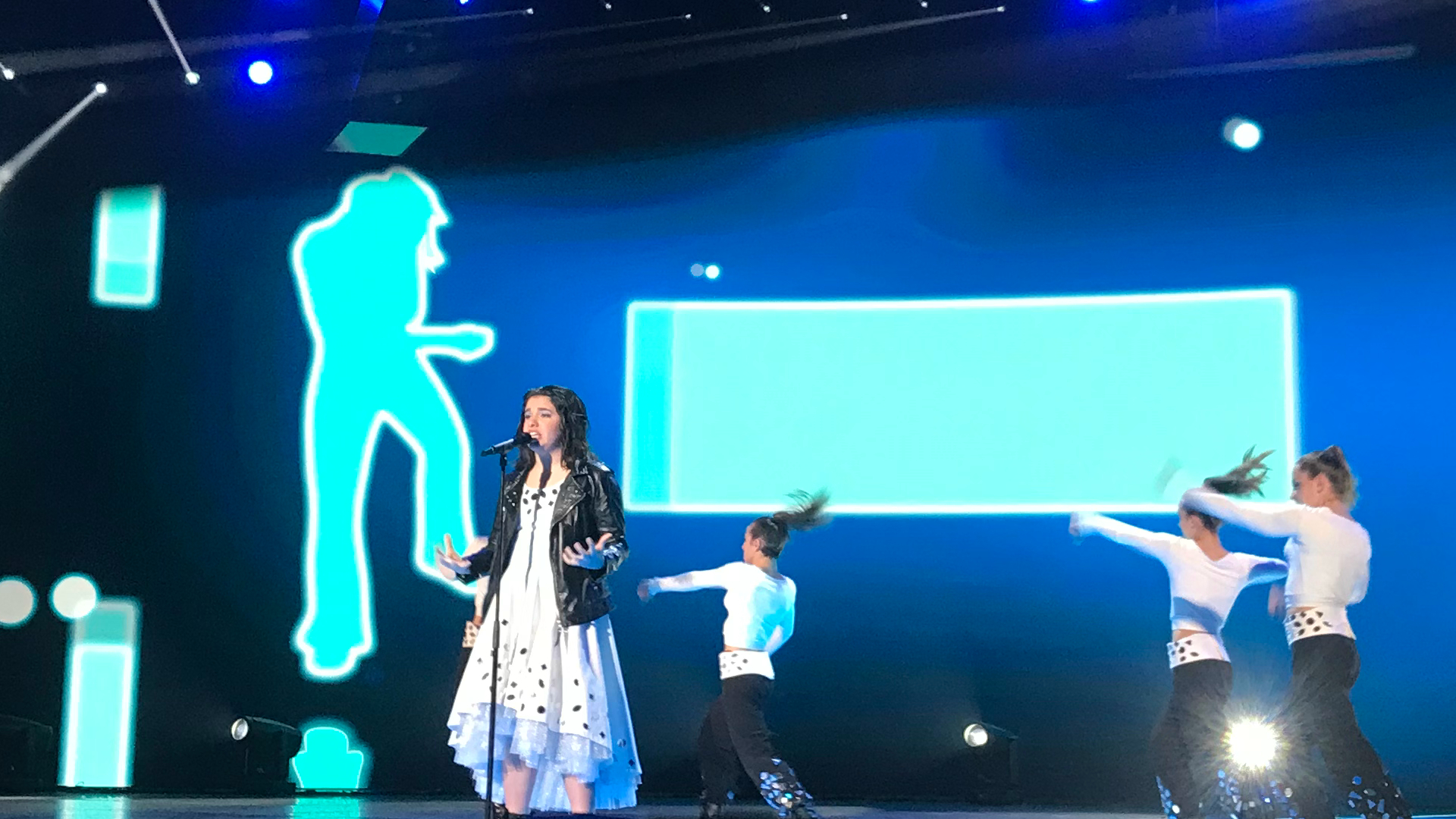
Elisabetta Lizza à Paris (2021).
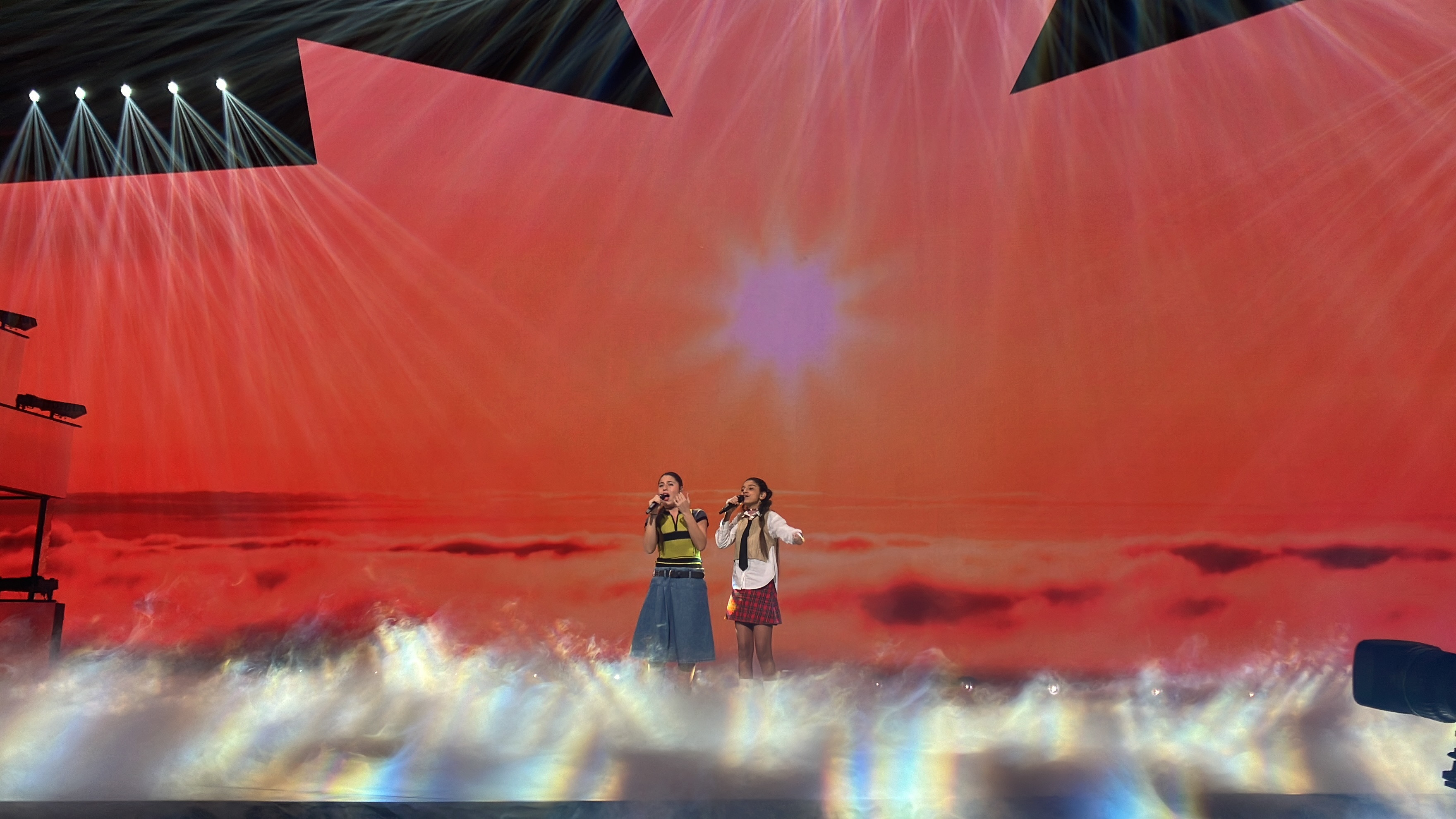
Melissa et Ranya à Nice (2023).

## Historique de vote
| Rang | Pays      | Points |
| ---- | --------- | ------ |
| 1    | Malte     | 54     |
| 2    | Australie | 35     |
| =    | Bulgarie  | 35     |
| 3    | Géorgie   | 26     |
| =    | Pays-Bas  | 26     |
| 4    | Albanie   | 25     |
| 5    | Irlande   | 22     |

| Rang | Pays    | Points |
| ---- | ------- | ------ |
| 1    | Irlande | 40     |
| 2    | Géorgie | 39     |
| 3    | Malte   | 37     |
| 4    | Serbie  | 34     |
| 5    | Ukraine | 33     |